# Vladimír Mečiar
 (décembre 2017).
Si vous disposez d'ouvrages ou d'articles de référence ou si vous connaissez des sites web de qualité traitant du thème abordé ici, merci de compléter l'article en donnant les références utiles à sa vérifiabilité et en les liant à la section « Notes et références ».
Vladimír Mečiar (né le 26 juillet 1942 à Zvolen) est un homme d'État slovaque.

## Biographie
Mečiar commence sa carrière politique au sein de la Jeunesse communiste et est membre du Parti communiste de Tchécoslovaquie à partir de 1962. À la suite du printemps de Prague, durant lequel il prit position contre l'intervention du Pacte de Varsovie, il fut exclu du Parti. Il parvint cependant à obtenir un diplôme de droit en enseignement à distance et devient juriste au sein d'une entreprise, poste qu'il occupera jusqu'en 1990.
Au moment de la Révolution de velours, il prend part activement aux manifestations et intègre dès le début le mouvement « Public contre la violence » (VPN). Dès janvier 1990, il devient ministre de l'Intérieur de la république autonome de Slovaquie et en juin 1990 le premier président du gouvernement de la république autonome élu. À la suite de divergences de points de vue au sein du parti majoritaire, il est renversé le 23 avril 1991 et remplacé par Ján Čarnogurský. Mečiar perd son assise sur le mouvement du « Public contre la violence » et crée le « Mouvement pour une Slovaquie démocratique » (HZDS, depuis 2000 Parti populaire - HZDS), à la tête duquel il est depuis 1991.
En juin 1992, le HZDS remporte l'élection législative et Mečiar redevient le président du gouvernement. Les pourparlers engagés avec Václav Klaus, le vainqueur des élections dans la partie tchèque du pays, mènent à la partition de la Tchécoslovaquie en deux États indépendants à compter du 1er janvier 1993 : la République tchèque et la Slovaquie. Il est élu Premier ministre, pour quatre ans, en novembre 1994. C'est au cours de cette période qu'il met en place les aspects les plus controversés et autoritaires de sa politique, qui ont pour effet d'isoler la Slovaquie du reste de l'Europe. C'est en grande partie pour cette raison que la Slovaquie n'intègre l'OTAN qu'en 2004, à la différence de son voisin tchèque que l'organisation compte dans ses rangs dès mars 1999. Il tente également d’adhérer à l'Union européenne, mais sa candidature est rejetée pour « manquement à la démocratie ».
En conflit avec le président Michal Kováč, il est soupçonné d'avoir fait enlever et brutalement molesté le fils de celui-ci par les services secrets en 1995. Un tribunal autrichien établit que le SIS, les services slovaques, était probablement derrière l'enlèvement. L'enquête sur cette affaire est cependant classée par le gouvernement en 1998. 
À la différence des autres pays d'Europe de l'Est et d'Europe centrale, la transition de la Slovaquie vers une économie de marché n'entraîne pas un effondrement du niveau de vie de sa population. Ce relatif succès économique est permis par une politique d'endettement massif qui place le pays dans une situation précaire et le rend moins attractif pour les investissements étrangers. Selon les statistiques officielles, à la fin de son gouvernement en 1998, la dette intérieure s’élève à 179 milliards de couronnes et la balance négative du PIB continue de se creuser, tandis que la dette extérieure a augmenté de 300 % depuis 1995. Les banques sont en quasi-faillite et la corruption omniprésente.
Bien que son parti soit arrivé en tête des élections d'octobre 1998 et de 2002, il ne parvient pas à former de coalition à cause de ses échecs à l'international, et l'opposition conduite par Mikuláš Dzurinda accède deux fois au pouvoir.
Il est battu aux élections présidentielles de 1999 et de 2004 puis doit quitter le Parlement en 2010.